# Ахрон, Иосиф Юльевич
Иосиф (Юзель) Юльевич Ахрон (1 [13] мая 1886, Лаздияй, Российская империя — 29 апреля 1943, Голливуд, Калифорния, США) — русский и американский скрипач, композитор и музыкальный педагог. Ученик Л. Ауэра (скрипка) и А. Лядова (композиция) в Петербургской консерватории. Лауреат малой золотой медали консерватории и премии Михайловского дворца.

## Биография

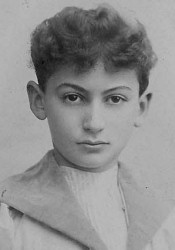
Иосиф Ахрон в юности

Иосиф Юльевич Ахрон родился в 1886 году в городке Лоздзее Сейнкского уезда Сувалкской губернии в еврейской семье Абрама Юделя Ахрона и Берты Марам. С двух лет обучался игре на скрипке у Исидора Лотто в Варшаве. Там же через три года стал брать уроки у Михайловича. А в 1891 году дебютировал в большом благотворительном концерте. Затем в 1895 году предпринял концертное турне по России, пользуясь большим успехом в целом ряде городов (Одессе, Киеве, Риге, Вильне, Гродно, и др.). Аккомпанировал ему и исполнял его фортепианные произведения младший брат — замечательный пианист, ученик А. Н. Есиповой — Исидор Юльевич Ахрон (1892—1948), друг и аккомпаниатор Яши Хейфеца в годы их жизни в США. В 1897 году Иосиф Ахрон выступал с концертами в Петербурге и за игру при дворе был награждён золотыми часами.
В 1899 году отец Абрам Юдель Ахрон получил право на жительство в Санкт-Петербурге, где поселился на Невском проспекте, 61. В том же году Иосиф Ахрон поступил в Петербургскую консерваторию к профессору Л. С. Ауэру, у которого и окончил курс скрипичной игры в 1904 году, получив при выпуске премию Михайловского дворца (1200 руб.) и золотую медаль. Позднее брал уроки композиции у А. К. Лядова. Петербургская консерватория была единственным высшим учебным заведением в России без процентной нормы для евреев.
В 1913-1916 годах Иосиф Юльевич вёл классы скрипки и камерного ансамбля в Харькове, где его учеником был Исаак Дунаевский. С 1922 года Ахрон жил в Берлине, а после посещения Палестины (1924) поселился в США (1925), где занимался концертной, педагогической и композиторской деятельностью. Умер 29 апреля 1943 года в Голливуде (штат Калифорния).
Был женат на дочери Евгения Рапгофа Марии (с 1920 г).
Сборник «Избранные пьесы», выпущенный в Санкт-Петербурге издательством «Композитор» в 2006 году, впервые знакомит исполнителей и любителей музыки с творчеством композитора. В сборнике представлены пьесы, демонстрирующие разнообразие творческой палитры композитора, а также его методическая работа «Об исполнении хроматической гаммы на скрипке» из книги «Основы скрипичной техники». Составитель сборника и автор вступительной статьи Ольга Генкина.
Содержание сборника «Избранные пьесы»:
- Приношение Моцарту. Менуэт.ор.22 № 2
- Приношение Шуману. Мельница.ор.22 № 3
- Фугетта.ор.21 № 4
- Жига.ор.21 № 5
- Марионетки.ор.22 № 5
- Кокетство.ор.15
- Еврейская мелодия.ор.33. Редакция Я. Хейфеца.
- Ножницы. Свадебный еврейский танец.ор.42 (оригинальный вариант мелодии)
- Еврейская колыбельная.ор.35 № 2. Редакция Л. С. Ауэра.
- Колыбельная.ор.1. Посвящена великой княгине Ольге Александровне.
- Вторая колыбельная.ор.20

«У Ахрона есть духовные предки, — пишет В. Каратыгин в 1922 году, — астральные тела которых успешно исполняют роль лоцманов, направляющих по определённому пути плывущий по широким просторам звукового океана корабль скрипача-композитора. Его предки — немецкие классики и романтики во главе с Моцартом, Шуманом, Брамсом, а с другой стороны, в иных оборотах письма Ахрона живо чувствуется влияние безымянных, отдалённых пращуров сочинителя — отзвуки еврейских мелодий и ритмов. „Ориентальные“ элементы поняты и разработаны Ахроном своеобразно и содержательно. Немецкие веяния отнюдь не приводят его к слепой подражательности, они ассимилированы и переработаны по-своему. В итоге, интересная, свежая музыка — несомненный и немало ценный вклад в камерную скрипичную литературу».
Ахрон — автор симфонической музыки, трёх скрипичных концертов, двух сонат для фортепиано, вокально-инструментальных и камерных сочинений, музыки для кинофильмов, Эпитафии на смерть А. Скрябина.
Значительное место в творчестве Иосифа Ахрона занимали сочинения с еврейскими мотивами:
- Симфонические вариации и соната на мотив еврейской народной песни в Палестине «Эль ивне һа-Галиль» («Б-г построит Галилею», 1915)
- «Киддуш һа-Шем» (1928)
- «Голем» для виолончели, трубы, валторны и фортепиано (1931)
- «Голем», сюита для камерного оркестра (1932)
- «Вечернее Субботнее б-гослужение» (1932)
- Концерт для фортепьяно (1941)